# Phibisa
Phibisa là một chi bọ cánh cứng trong họ 
Elateridae.
Chi này được miêu tả khoa học năm 1942 bởi Fleutiaux.

## Các loài
Các loài trong chi này gồm:
- Phibisa lubugris (Candèze, 1857)
- Phibisa pupieri (Fleutiaux, 1903)